# العابسية (محافظة تربة)
العابسية قرية سعودية، تتبع محافظة تربة في منطقة مكة المكرمة.

## الوصف
تبعد القرية عن المحافظة مسافة 65 كم بإتجاه الشمال الغربي، نوع الطريق وعر. أقرب مدينة أو قرية بها صحة هي محافظة تربة. خدمات التعليم: مدرسة الريع الابتدائية (بنين)، ومدرسة الريع (تعليم كبار).